# جنگل‌های نمناک وراکروز
جنگل‌های نمناک وراکروز (به اسپانیایی: Veracruz moist forests) یک منطقهٔ مسکونی و جنگل‌ در مکزیک است.